# 卢瓦尔河畔拉沃
卢瓦尔河畔拉沃（法語：Lavau-sur-Loire，法語發音：[lavo syʁ lwaʁ] ⓘ）是法国大西洋卢瓦尔省的一个市镇，位于该省西部，属于圣纳泽尔区。

## 地理
卢瓦尔河畔拉沃（47°18'25"N, 1°58'1"W）面积16.22 平方千米，位于法国卢瓦尔河地区大区大西洋卢瓦尔省，该省份为法国西北部沿海省份，位于布列塔尼半岛东南部，北起伊勒-维莱讷省，西北接莫尔比昂省，西临大西洋，南至旺代省，东临曼恩-卢瓦尔省。
与卢瓦尔河畔拉沃接壤的市镇（或旧市镇、城区）包括：萨沃奈、布埃、拉沙佩勒洛奈、弗罗赛。
卢瓦尔河畔拉沃的时区为UTC+01:00、UTC+02:00（夏令时）。

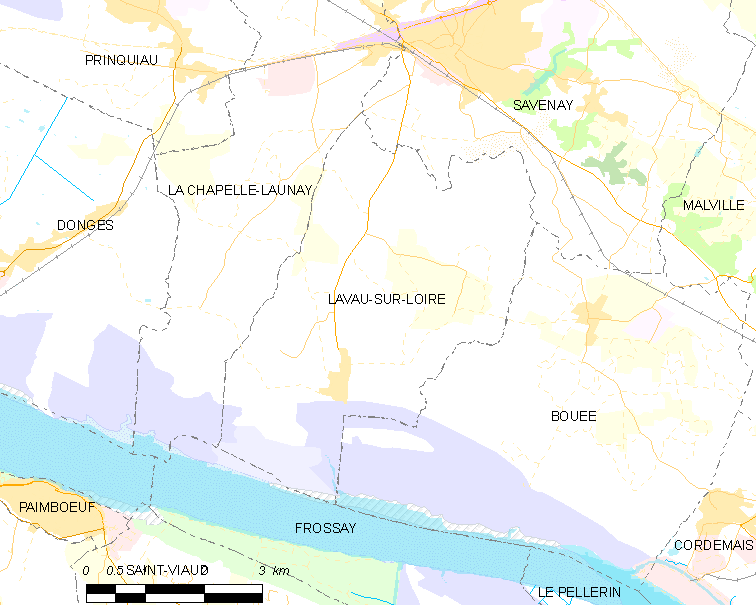
卢瓦尔河畔拉沃的OSM定位图

## 行政
卢瓦尔河畔拉沃的邮政编码为44260，INSEE市镇编码为44080。

## 政治
卢瓦尔河畔拉沃所属的省级选区为布兰县。

## 交通
大西洋卢瓦尔省省道D3线和D90线在市中心交汇。

## 人口

1962-2008年间卢瓦尔河畔拉沃人口变化图示

卢瓦尔河畔拉沃于2022年1月1日时的人口数量为769人。